# Saint-Aubin (Landes)
Saint-Aubin is een gemeente in het Franse departement Landes (regio Nouvelle-Aquitaine) en telt 457 inwoners (1999). De plaats maakt deel uit van het arrondissement Dax.

## Geografie
De oppervlakte van Saint-Aubin bedraagt 9,6 km², de bevolkingsdichtheid is 47,6 inwoners per km².
De onderstaande kaart toont de ligging van Saint-Aubin (Landes) met de belangrijkste infrastructuur en aangrenzende gemeenten.

## Demografie
Onderstaande figuur toont het verloop van het inwonertal (bron: INSEE-tellingen).